# POSIX
Das Portable Operating System Interface (POSIX [ˈpɒzɪks]) ist eine gemeinsam vom IEEE und der Open Group für Unix entwickelte standardisierte Programmierschnittstelle, welche die Schnittstelle zwischen Anwendungssoftware und Betriebssystem darstellt. Der Standard trägt die Bezeichnung IEEE 1003, die entsprechende internationale Norm die Bezeichnung ISO/IEC 9945.
Eine alternative Bezeichnung lautet (The Open Group Technical Standard) Base Specifications. POSIX bildet die Grundlage der Single UNIX Specification.

## Entwicklung
Der heutige Standard ist eine Weiterentwicklung aus einem Projekt von 1985. Der Begriff POSIX wurde von Richard Stallman vorgeschlagen und kommt der Bitte des IEEE nach einem einprägsamen Namen nach; er löste die Bezeichnung IEEE-IX ab.
| Version | Anmerkungen                                                                                            |
| --- | --- |
| IEEE 1003.1-1990 Teil 1                                                                                            | Definiert die Programmierschnittstelle für die Programmiersprache C                                    |
| IEEE 1003.2-1992 Teil 2                                                                                            | Definiert die Shell und Werkzeuge                                                                      |
| IEEE Std 1003.1-2001                                                                                               | Zusammenfassung der bisherigen Teile 1003.1 und 1003.2 Gemeinsam herausgegeben von IEEE und Open Group |
| IEEE Std 1003.1, 2004 Edition                                                                                      | Leichte Korrekturen gegenüber 2001                                                                     |
| IEEE Std 1003.1-2008                                                                                               | |
| IEEE Std 1003.1-2008, 2013 Edition                                                                                 | |
| IEEE Std 1003.1-2008, 2016 Edition                                                                                 | |
| IEEE Std 1003.1-2017 (Revision of IEEE Std 1003.1-2008) / The Open Group Base Specifications Issue 7, 2018 edition | |
| IEEE Std 1003.1-2024 / The Open Group Base Specifications Issue 8                                                  | |

Die meisten unixartigen Systeme halten sich weitgehend an die POSIX-Standards.

## Spezifikation
Die Spezifikation der Benutzer- und Software-Schnittstelle des Betriebssystems ist in vier Teile gegliedert, die zusammen den Standard IEEE Std 1003.1-2024 bilden:
Basis-DefinitionenEine Liste der im Standard benutzten Konventionen, Definitionen und Konzepte.
System-SchnittstelleDie C-Systemaufrufe und dazugehörige Header-Dateien.
Kommandozeileninterpreter und HilfsprogrammeEine Liste der Hilfsprogramme und der Kommandozeileninterpreter.
ErklärungenErläuterungen über den Standard.
Weitere Hilfsprogramme wie awk, vi oder echo sind ebenfalls Teil des POSIX-Standards. Die C-Funktionen stellen unter anderem Ein- bzw. Ausgabe (für Dateien, Terminals und Netzwerkdienste) zur Verfügung und stellen Kontrolle über Prozesse sowie die Benutzer- und Gruppenverwaltung her.

## POSIX-kompatible Betriebssysteme
Betriebssysteme können vollständig oder teilweise POSIX-kompatibel sein – dies hängt davon ab, ob sie die POSIX-Standards gänzlich oder nur teilweise umsetzen. 
Die (meist minimalen) Abweichungen vom Standard sind heutzutage primär eine bewusste Entscheidung zugunsten anderer Kompatibilität und weniger ein Mangel an Umsetzbarkeit. POSIX-konforme Betriebssysteme werden von der Open-Group mit dem Unix-Zeichen versehen.

### Vollständig POSIX-konform
Folgende Betriebssysteme sind zum gesamten Standard vollständig kompatibel und somit POSIX-konform: 
- A/UX
- AIX[6]
- BSD/OS[7]
- HP-UX[6]
- INTEGRITY
- IRIX
- LynxOS
- macOS inkl. Darwin
- MINIX
- OpenVMS
- penOS
- QNX
- RTEMS (POSIX 1003.1-2003 Profile 52)
- Solaris,[6] OpenSolaris sowie illumos und darauf aufbauende Systeme
- UnixWare
- velOSity
- VxWorks

### Weitgehend POSIX-kompatibel
Diese Betriebssysteme sind größtenteils kompatibel, aber nicht gänzlich konform zu den Standards:
- BeOS und dessen Open-Source-Nachfolger Haiku
- DragonFly BSD
- FreeBSD[8]
- GNU
- KasperskyOS
- Linux, siehe auch Linux Standard Base (LSB)
- NetBSD
- Nucleus RTOS
- OpenBSD
- PikeOS (Echtzeitbetriebssystem für eingebettete Systeme mit optionalen PSE51- und PSE52-Partitionen)
- SerenityOS
- SkyOS
- Stratus VOS
- SuperUX
- Syllable
- VSTa

### POSIX-Kompatibilitätserweiterungen
Diese Betriebssysteme sind gewöhnlich nicht POSIX-kompatibel, es können aber Kompatibilitätserweiterungen eingesetzt werden. POSIX-Unterstützung wird in der Regel mittels Übersetzungsbibliotheken oder einer Zwischenschicht „über“ dem Kernel umgesetzt. Volle POSIX-Konformität ist meist nicht gegeben.
- Die NT-Kernel von Windows bei Nutzung der Microsoft Windows Services for UNIX.[9] Unterstützung von Untermengen wie die Posix Threads wird z. B. durch „Pthreads-w32“[10] ermöglicht.
- eCos – POSIX ist Teil der Standard-Distribution und wird von vielen Anwendungen verwendet.
- Plan 9: APE – ANSI/POSIX Environment[11]
- Symbian OS mit PIPS (PIPS Is POSIX on Symbian)
- AmigaOS/MorphOS mit der ixemul.library